# La liebre y la tortuga
La liebre y la tortuga (en griego: Χελώνη καὶ λαγωός) es una fábula atribuida a Esopo, posteriormente reescrita por otros fabulistas como Jean de La Fontaine y Félix María Samaniego.

## Sinopsis
Había una vez una liebre muy rápida que se burlaba de una tortuga, el más lento de todos los animales. Cansada del arrogante comportamiento de la liebre, la tortuga la reta a una carrera para descubrir quién era más veloz. Al comenzar la carrera, la liebre corre a gran velocidad, dejando atrás a su contrincante, que avanza lentamente.
La liebre estaba tan cansada de correr que decidió descansar al pie de un árbol. Luego corrió hacia la meta, pero ya era demasiado tarde, ya que la tortuga, a pesar de su lentitud, había ganado la carrera.
La moraleja de la historia, que constituye una crítica a la arrogancia, es "despacio se llega lento". Este cuento está en el origen de refranes presentes en casi todos los idiomas y ha sido abreviada en refranes en casi todas las lenguas, como el italiano Chi va piano va sano e va lontano o el inglés You snooze, you lose. También es una clara alusión al hecho de que las metas se logran con persistencia y perseverancia.

(...) Il s’amuse à toute autre chose

qu’à la gageure. À la fin, quand il vit

que l’autre touchait presque au bout de la carrière,

il partit comme un trait ; mais les élans qu’il fit

Furent vains : la tortue arriva la première.

(...) Se entretiene con cualquier cosa,

menos con la apuesta. Al final, cuando ve

que la otra tocaba casi la meta,

parte como una flecha; pero los impulsos hechos

fueron vanos: la tortuga llegó de primera.
Jean de La Fontaine (1621-1695)

## Adaptaciones
Disney adaptó la fábula en los cortometrajes La liebre y la tortuga y Toby Tortoise Returns, ambos de las Silly Symphonies. Warner Bros. también adaptó la historia en los cortos Tortoise Beats Hare, Tortoise Wins by a Hare y Rabbit Transit, de Merrie Melodies, protagonizados por Bugs Bunny y Cecilio Tortuga.